# Legenda o Jidášovi
Legenda o Jidášovi je česká veršovaná apokryfní legenda. Byla psána česky, patří k nejvýznamnějším středověkým legendám ve staročeštině. Autor je neznámý. Vznikla na začátku 14. století. Vypráví o biblické postavě Jidáše. Dochovala se jen torzovitě (260 veršů) ve dvou zlomcích. Literární hodnota spočívá v tom, že na rozdíl od jiné staročeské duchovní epiky té doby (O umučení Páně, O apoštolích, O Panně Marii apod.) se Legenda o Jidášovi nedrží striktně novozákonního textu a autor v ní popustil uzdu své básnické fantazii - srovnatelná je v tom jedině ještě Legenda o Pilátovi, proto také literární historikové uvažují o tom, že by oba texty mohli mít stejného autora. Nicméně o zcela originální text nejde, předlohou je Jidášův životopis ze slavné sbírky Legenda aurea Jakuba de Voragine. Děj je dramatický a text se přichyluje k rytířské epice své doby. Některé zápletky jsou převzaty z jiných než novozákonních vzorů, například z antického mýtu o Oidipovi (Jidáš v textu nevědomky zabije svého otce). Užit je též mojžíšský motiv puštění košíku s dítětem po vodě. Pozoruhodné je prolnutí s domácí tematikou (zmínka o vymření rodu Přemyslovců). Z této zmínky také literární historie usuzuje, že text mohl vzniknout v roce 1306 (nebo krátce poté), neboť autor o této události referuje vzrušeně jako o novině - uvádí doslova "jež sě stalo v Čechách nenie", tedy "nyní", "právě teď". Olomouckého vraha krále Václava III. autor přirovnává právě k Jidášovi, který zradil Krista. Legenda o Jidášovi je prvním textem v české literatuře, v němž se objevuje psychologické hodnocení činů, jež je založeno na pozorování vlastností všech lidí. Srovnatelná je v tom jen spřízněná Legenda o Pilátovi.